# (5828) 1991 AM
1991 أي أم (ويعرف أيضًا باسم (5828) 1991 أي أم وفق تسمية الكوكب الصغير) (بالإنجليزية: 1991 AM)‏ هو كويكب ضمن حزام الكويكبات؛ وترتيبه 5828 من حيث الاكتشاف.
اكتُشف هذا الجُرم الفلكي بواسطة سبيس واتش في 14 يناير 1991.

## وصلات خارجية
- (5828) 1991 AM في قاعدة بيانات مختبر الدفع النفاث لأجرام النظام الشمسي الصغيرة

- الاكتشاف · مخطط المدار ·  العناصر المدارية · المعلمات المادية

- (5828) 1991 AM على موقع ويكي سكاي: DSS2, SDSS, GALEX, IRAS, Hydrogen α, X-Ray, Astrophoto, Sky Map, Articles and images